# Gare de Xin Wuri
La gare de Xin Wuri (chinois : 新烏日車站) est une gare de chemin de fer située à Wuri, près de Taichung, à Taïwan. Elle assure notamment la correspondance entre Taichung, le centre du District de Wuri (à la gare de Wuri) et la ligne à grande vitesse de Taïwan, via un couloir qui la relie à la plateforme actuellement appelée Taichung. La gare HSR de Taichung (zh) (高铁台中站) ne doit ouvrir qu'en 2020.
Elle est entrée en service le 1er décembre 2006, il s'agit d'une gare de 2e niveau (zh) des chemins de fer de Taïwan.